# E803
|  | No s'ha de confondre amb E83. |

La ruta europea E803 és una carretera que forma part de la Xarxa de carreteres europees. Comença a Salamanca (Espanya) i finalitza a Sevilla (Espanya). Té una longitud de 470 km. Té una orientació de nord a sud. Coincideix amb l'Autovia Ruta de la Plata o A-66. Comença al sud-oest de Salamanca a l'altura de la intersecció de l'A-66 i l'A-62. Després de 450 quilòmetres arriba a l'ES-30, on acaba.